# Monastero di San Salvatore (Capo di Ponte)
Il monastero di San Salvatore si trova sul versante sinistro del fiume Oglio, nel comune di Capo di Ponte in Valcamonica. Fu il primo ed unico priorato cluniacense in Valcamonica.

## Storia
La storia della presenza monastica in Valcamonica sembra legarsi alla donazione dell'intera vallata all'abbazia di Marmoutier di Tours fatta da Carlo Magno nel 774 (Testo in latino disponibile su wikisource).
Il monastero di San Salvatore delle Tezze è citato per la prima volta in una bolla papale di Urbano II del 1095 come priorato alle dipendenze dell'abbazia cluniacense di San Paolo d'Argon. Allo stesso anno risale la menzione del monastero in una lettera firmata dall'abate di Cluny.
La presenza di alcuni elementi scultorei presenti nelle pareti della chiesa sembrano suggerire a Lucia Morandini che la struttura sia antecedente, forse collocabile tra l'IX e il X secolo.
Attorno al 1270 si parla però già di uno stato di abbandono e disordine del monastero. Nel 1580 San Carlo Borromeo ordina che siano fissati dei cancelli avanti le porte della chiesa per evitarne l'ingresso agli animali.
Nel corso del XVI secolo, il monastero andò in commenda.
Con la rivoluzione francese i beni della chiesa vengono alienati e il monastero diviene proprietà privata. Nel 1879 Giacomo Rizzi lo acquista e lo fa restaurare (nel periodo precedente aveva corso il rischio di diventare una filanda).
Nel 1958 e nel 1980 vi sono altre fasi di restaurazione (soprattutto del tetto).
Di tutto il complesso monastico oggi rimane solo la chiesa. I lavori di restauro a cura della fondazione Camunitas sono stati completati nel 2009.

## La struttura
La chiesa, edificata interamente con blocchi di pietra squadrata, rappresenta un esempio italiano delle caratteristiche tipiche dell'architettura romanica in Borgogna (Francia), utilizzata solitamente per la costruzione delle aggregazioni cluniacensi. Il complesso architettonico di San Salvatore presenta una volumetria articolata, costituita dalla compattezza e dall'equilibrio di forme alquanto severe e massicce. Sul lato orientale della chiesa sono disposte tre absidi semicircolari che si appoggiano sulla roccia e sono alleggerite da slanciate semicolonnette in pietra, da archetti pensili e da monofore. In passato, sul lato occidentale si trovava un nartece aperto sul lato nord.
Sulla sommità dell'edificio si osserva un tozzo tiburio ottagonale, contornato da ampie bifore, che si sviluppa al di sopra del punto d'incontro tra le navate e il transetto. La facciata è decorata con motivi floreali, espediente tipicamente barbarico, alla base di questa vi è un portale sormontato da un arco a tutto sesto a triplice strombatura racchiuso entro semicolonne che presentano capitelli fregiati.
L'interno della chiesa è a tre navate coperte da volte a crociera. Molto interessanti sono le massicce colonne che delimitano la navata maggiore, decorate capitelli con incisioni di figure tipiche dell'immaginario medievale: un gruppo di otto aquile, il profeta Giona assieme ad animali fantastici, otto anfesibene intrecciate tra loro, quattro sirene bicaudate. L'intersezione del transetto con la navata centrale è caratterizzato dalla presenza di quattro pilastri quadrangolari che sostengono il tiburio ottagonale, al di sotto del quale si trova il presbiterio. Sulle pareti si notano tracce di antichi affreschi.

## Galleria d'immagini

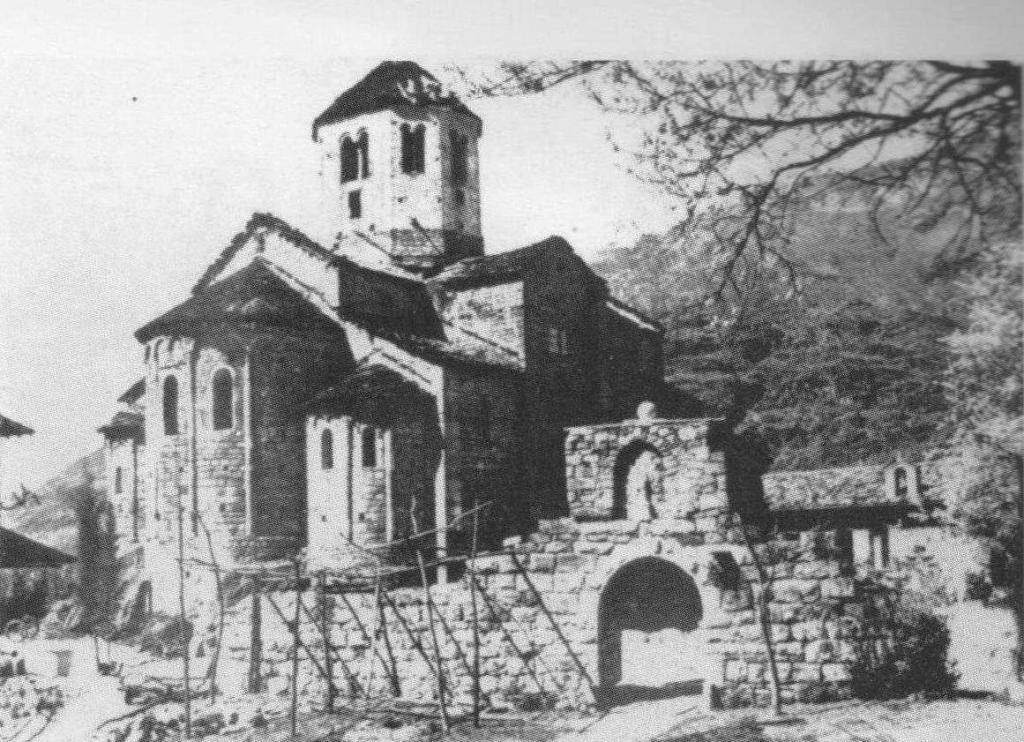
Monastero nel 1920
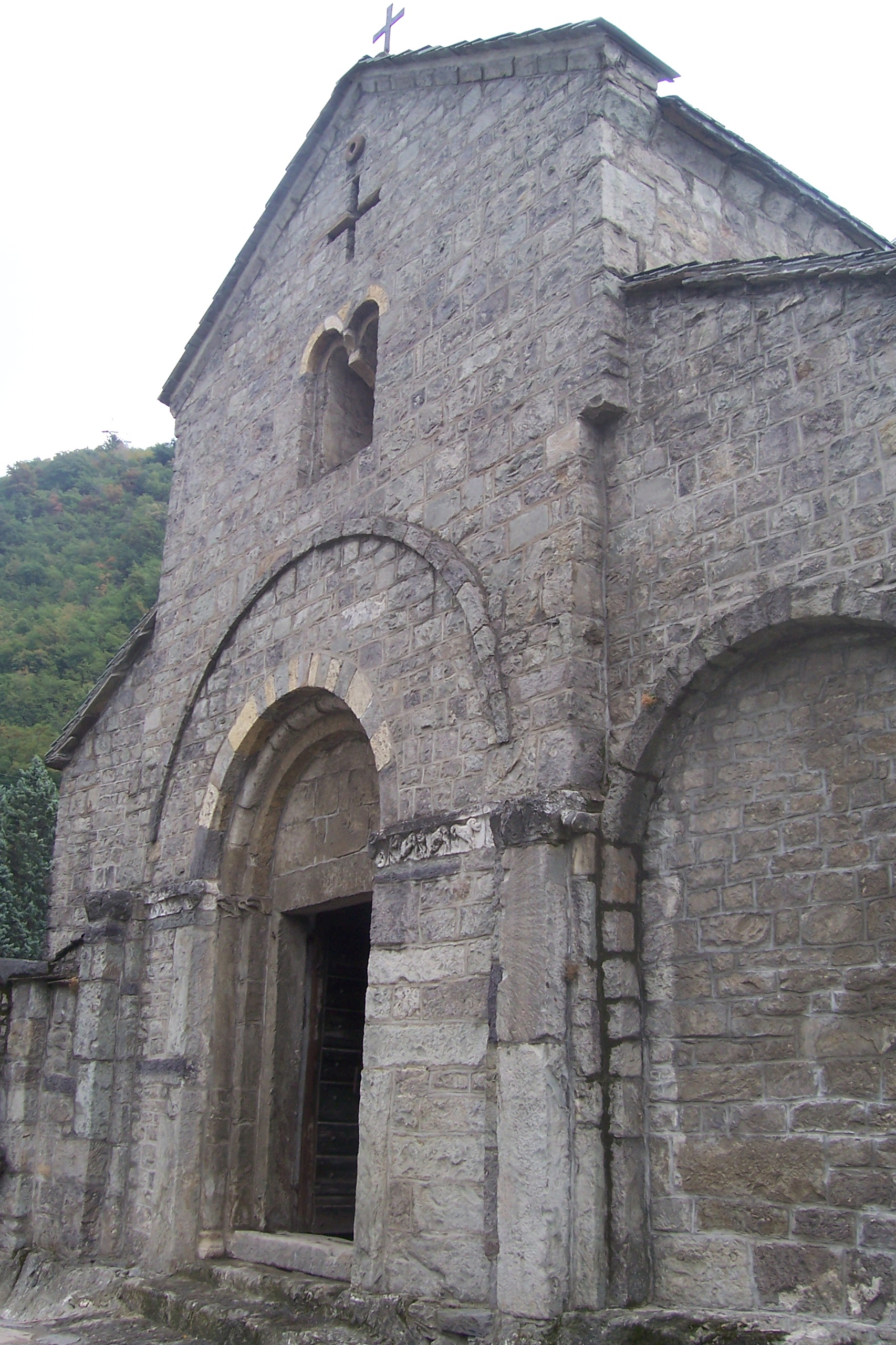
Facciata
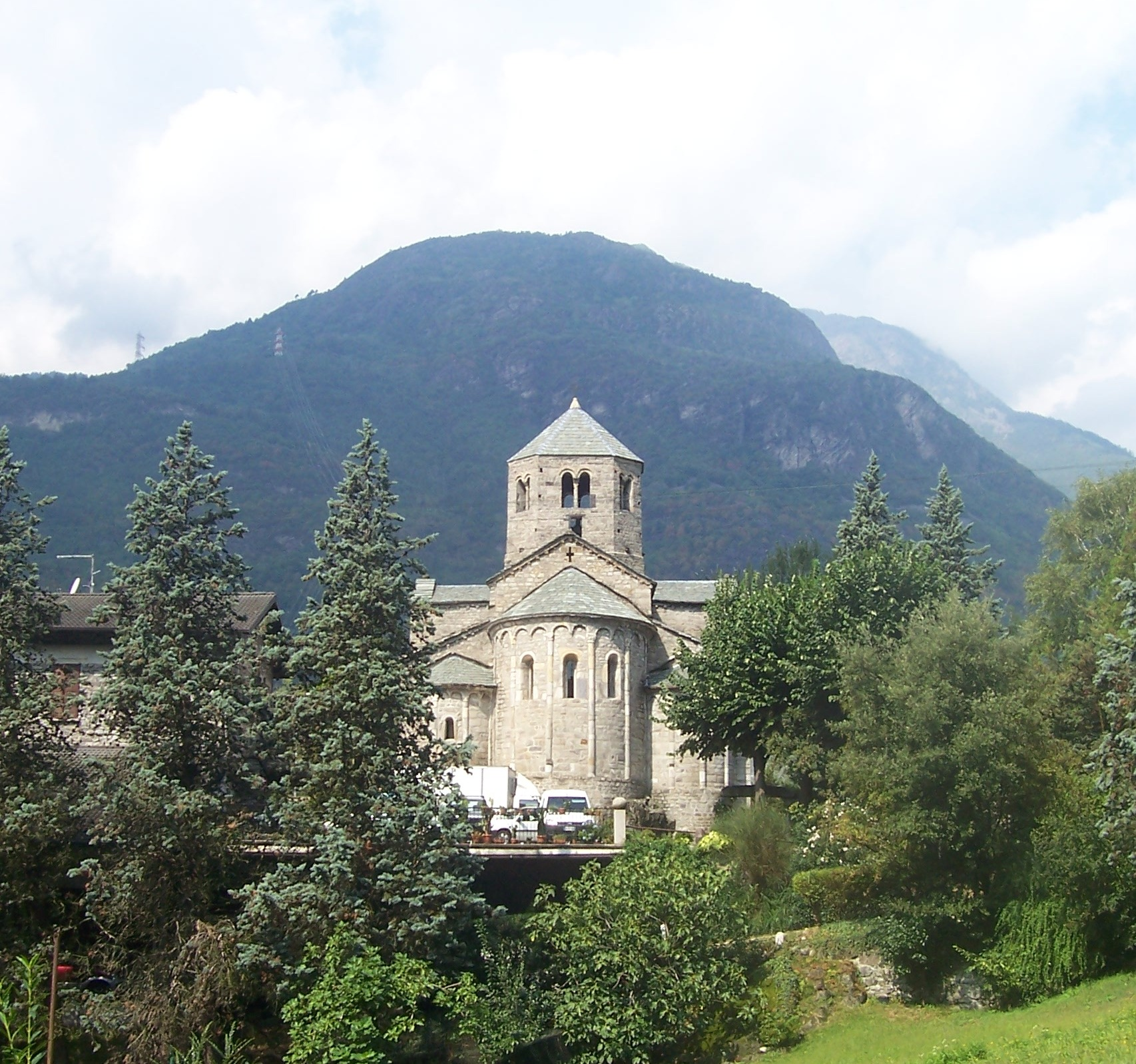
Monastero di San Salvatore
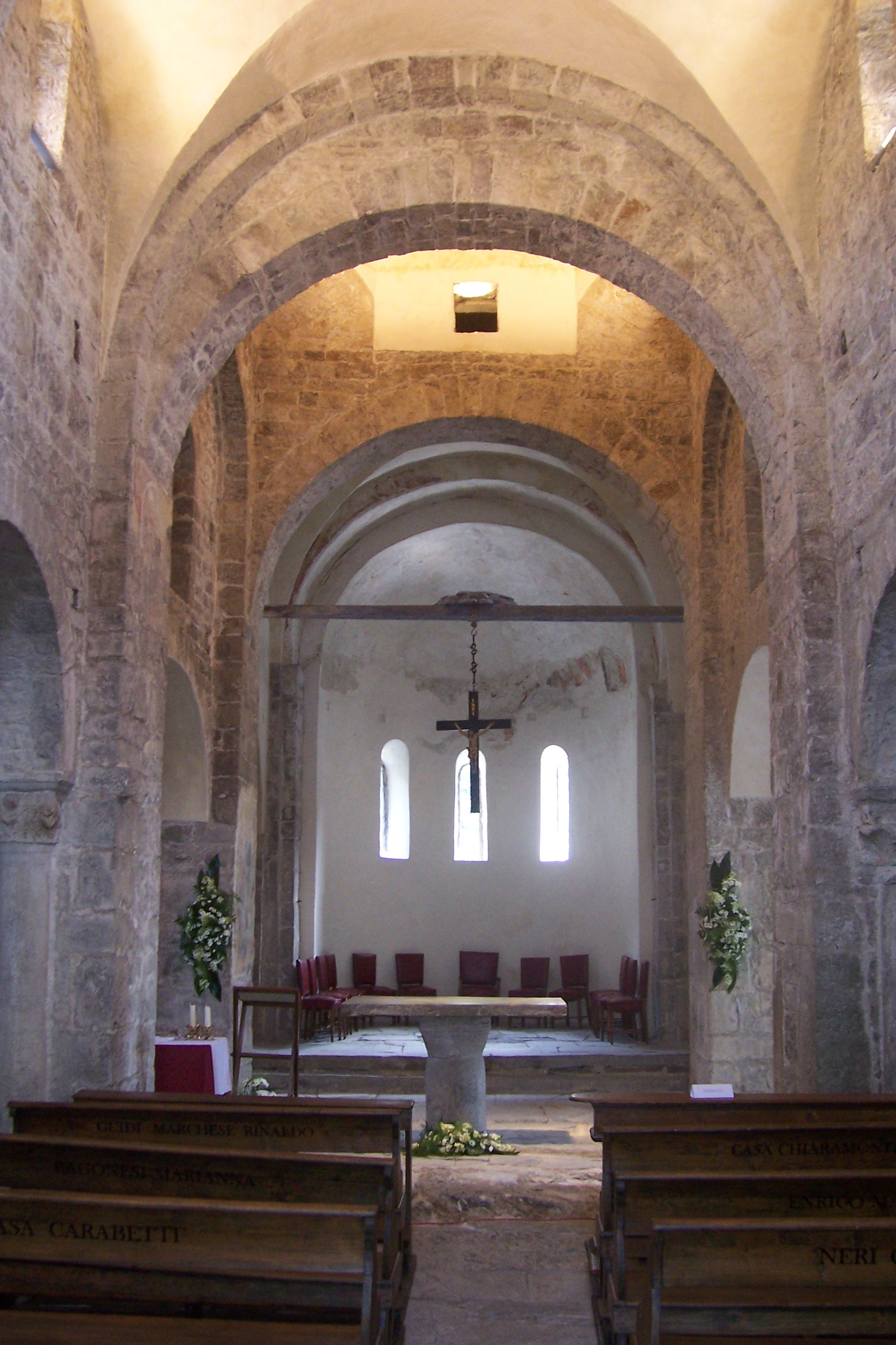
Interno della chiesa
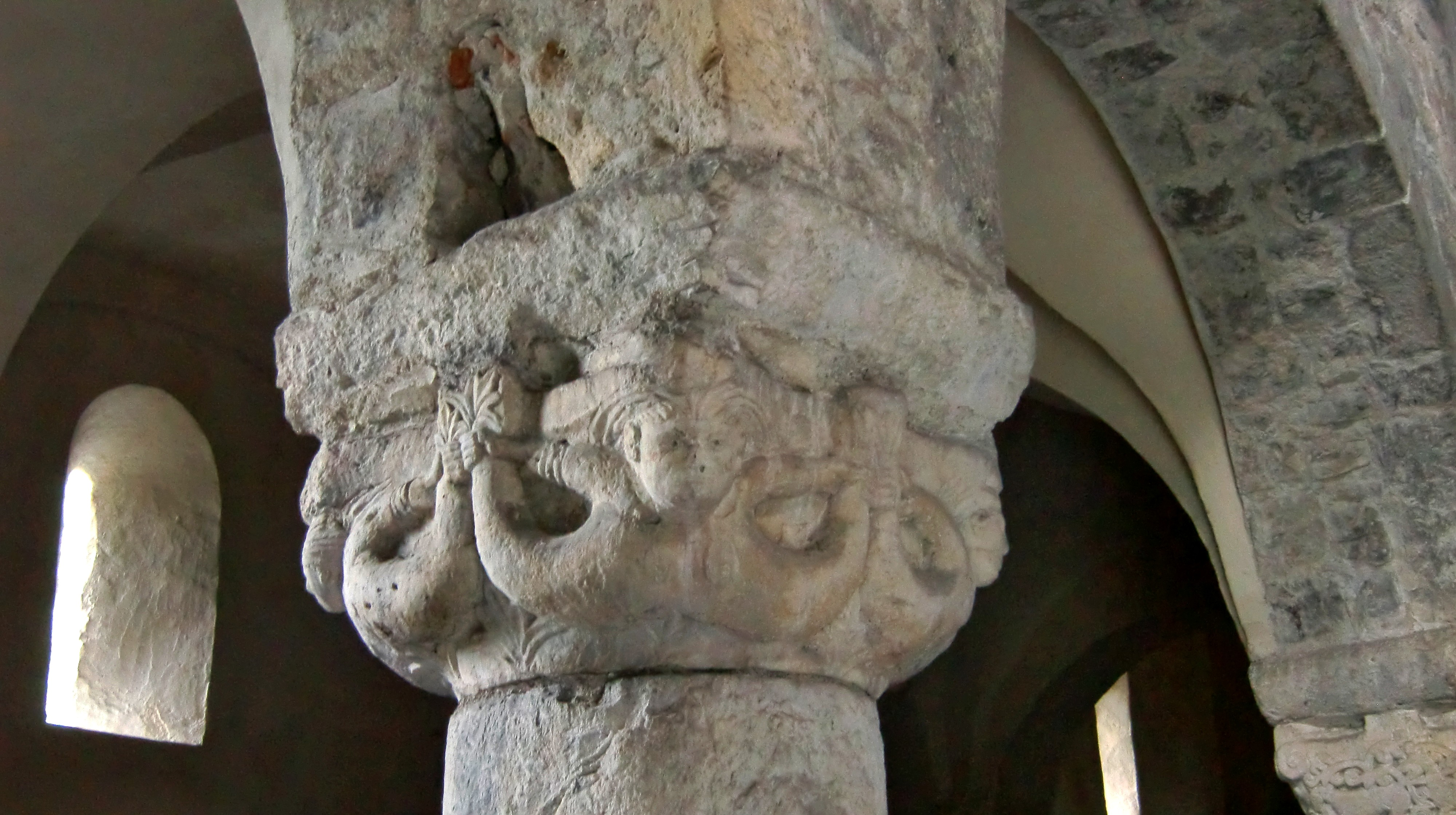
Capitello con figure di sirene
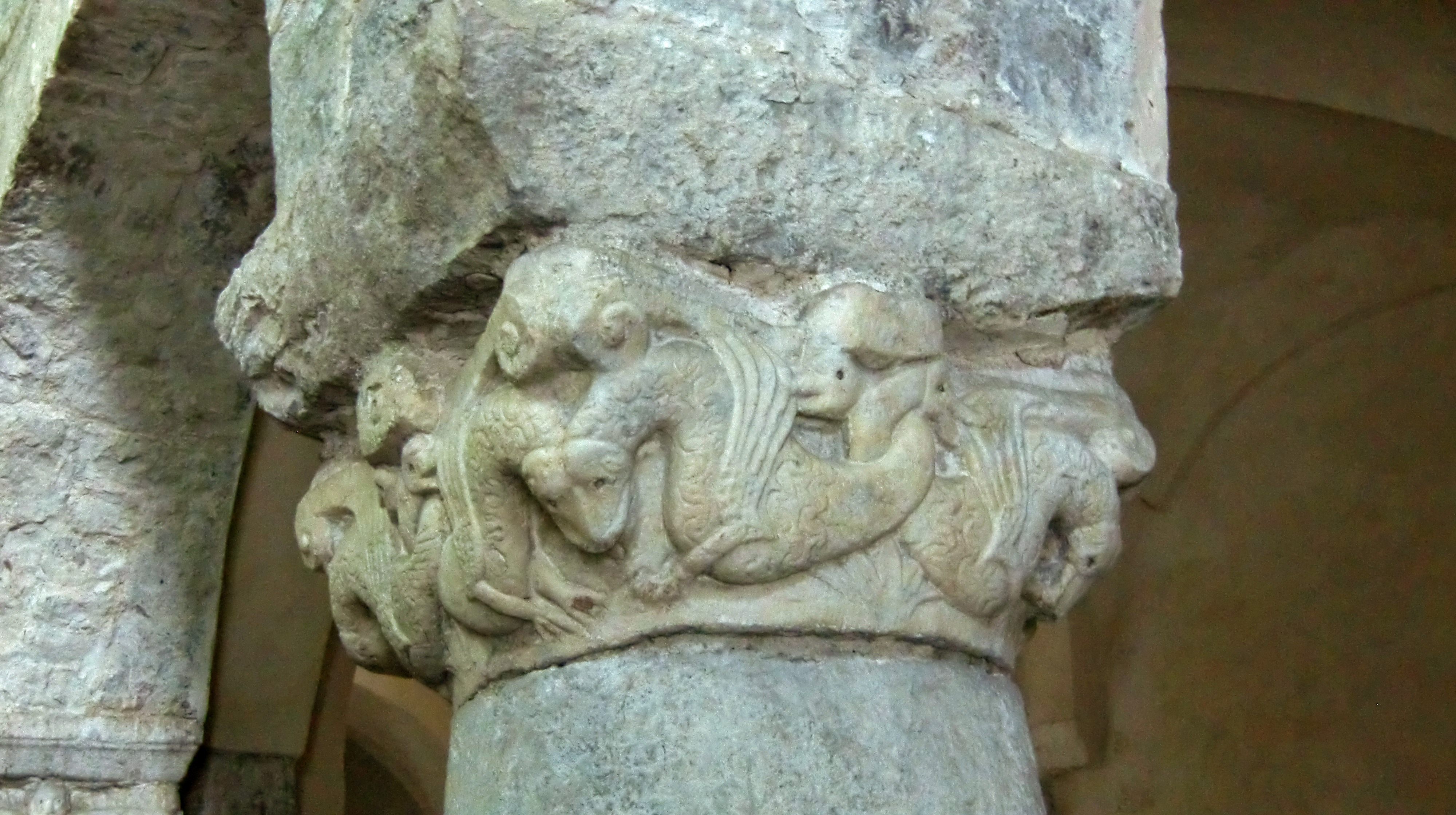
Capitello con figure di anfesibene